# ゴーラー一族
ゴーラー一族（Goler clan）は、カナダ東部ノバスコシア州の山地で貧しい暮らしをしていた一族で、虐待が世代間連鎖した典型的な例として知られている。その状況は、カナダのジャーナリストによって1998年に刊行された On South Mountain: The Dark Secrets of the Goler Clan で明らかにされている。

## 背景
ゴーラー一族は、ウォルフヴィル（Wolfville）郊外のホワイトロック（White Rock）南方、サウスマウンテン（South Mountain）と呼ばれる山地の森林地帯の小屋で暮らしていた。山岳地帯に暮らす他の多くの家族と同様、彼らはアナポリス谷（Annapolis Valley）や都市近郊の農業地区の人々からは孤立していた。
大人たちはほとんど教育を受けておらず、またほとんど働かなかった。子供たちはいつも雑用（食事の支度やゴミの片付け）を強要された。ゴミは単に屋根裏に放り込まれ、屋根裏が一杯になれば子供たちが運び出さなければならなかった。

## 発覚
1984年、一族の14歳の少女は、長期にわたる拷問と肉体的・性的・精神的虐待を学校職員に明かした。カナダの連邦警察によって捜査が行われた結果、虐待と強制的な近親姦が何世代にも渡って繰り返されたことが明らかになった。
一族の子供たちの多くは、父、母、おじ、おば、姉妹、兄弟、いとこ、そしてお互いによる性的虐待の被害者であった。警察による取調べの間、大人のうちの何人かは、複数回子供たちと性的な交渉を持ったことを認めた。かれらの供述は詳細に立ち入り、子供たち自身がこうした活動を始めたのだと主張した。
結局16人の大人の男女が、近親姦や5歳ほどの子供への性的虐待に関する数百の嫌疑で告発されることとなった。

## ドナ・ゴーラーの活動
ドナ・ゴーラー（Donna Goler）は虐待を受けた子供の一人で、11歳のときに家から追い出された。彼女は積極的な活動家として、より厳しい児童虐待防止法の制定や、有罪判決を受けた小児性愛者からの子供の強い保護、刑法の改正を訴えている。